# Thyridanthrax perspicillaris
Thyridanthrax perspicillaris är en tvåvingeart som först beskrevs av Friedrich Hermann Loew 1869.  Thyridanthrax perspicillaris ingår i släktet Thyridanthrax och familjen svävflugor. Inga underarter finns listade i Catalogue of Life.